# Bruce Fraser
Bruce Austin Fraser, 1st Baron Fraser of North Cape (Acton (Middlesex), 5 februari 1888 – Londen, 12 februari 1981) was een Britse admiraal tijdens de Tweede Wereldoorlog, die de Scharnhorst tot zinken bracht.

## Biografie
Fraser, zoon van een generaal, ging op 15 januari 1904 als cadet bij de Royal Navy en liet snel merken dat hij ambitieus was. Hij promoveerde op 15 maart 1907 tot onderluitenant en op 15 maart 1908 tot luitenant. Zijn tijd bracht hij voornamelijk door op de Kanaalvloot en de Britse vloot in de Middellandse Zee. Hij keerde in augustus 1910 terug naar de Home Fleet en diende daar tot eind juli 1911 op de HMS Boadicea. Op 31 juli 1911 ging Fraser dienen op de HMS Excellent, de Royal Navy-school voor ballistiek op Whale Island in de haven Portsmouth waar hij zich kwalificeerde als een specialist in de ballistiek. Tijdens de Eerste Wereldoorlog diende hij tussen 1914 en 1916 op de kruiser HMS Minerva en diende hij van 1916 tot 1919 bij de generale staf van de artillerieschool in Portsmouth. Op 11 januari 1938 promoveerde hij tot Rear admiral en op 8 mei 1940 tot viceadmiraal.
Fraser was opperbevelhebber van de Home Fleet tijdens de latere periodes van de marineoorlog in Europa en gedurende die periode voerde hij het bevel over de Royal Navy-eenheid die in december 1943 de Scharnhorst tijdens de Zeeslag bij de Noordkaap vernietigde. De slag vond plaats toen Frasers eenheid een Moermansk-konvooi beschermde op weg naar de Sovjet-Unie. In de zomer van 1944 nam hij het bevel over de British Pacific Fleet (BPF) op zich, die hij commandeerde vanuit Australië. De BPF nam deel aan de aanval op het eiland Okinawa en voerde aanvallen uit op de Japanse hoofdeilanden. Hij promoveerde op 7 februari 1944 tot admiraal.
Fraser was de Britse ondertekenaar tijdens de Japanse overgave op 2 september 1945. In 1946 kreeg hij de titel Baron Fraser of North Cape. Hij werd in 1946 benoemd tot First Sea Lord en hoofd van de marinestaf. Hij ging in 1951 met de rang van Admiral of the Fleet met pensioen.

## Militaire loopbaan
- Naval Cadet: september 1902
- Midshipman: 15 januari 1904
- Lieutenant: 15 maart 1908
- Lieutenant-Commander: 15 maart 1916
- Commander: 30 juni 1919
- Captain: 30 juni 1926
- Rear Admiral: 11 januari 1938
- Vice Admiral: 8 mei 1940
- Admiral: 7 februari 1944
- Admiral of the Fleet: 7 februari 1948

## Onderscheidingen
- Ridder Grootkruis in de Orde van het Bad op 5 januari 1944

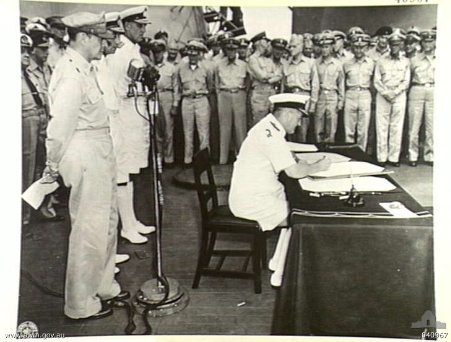
Fraser ondertekent de Overgave van Japan op 2 september 1945.

- Ridder Commandeur in de Orde van het Bad op 2 juni 1943
- Lid in de Orde van het Bad op 2 januari 1939
- Ridder Commandeur in de Orde van het Britse Rijk op 1 juli 1941
- Officier in de Orde van het Britse Rijk op 17 juli 1919
- Orde van Soevorov, 1e klasse op 25 februari 1944 (voor het tot zinken brengen van de Scharnhorst)[2]
- Grootofficier in de Orde van Oranje-Nassau op 19 januari 1943 (voor verdienste voor de Koninklijke Marine)
- Baron op 19 september 1946
- Legionair in het Legioen van Eer
- Croix de Guerre met Palm
- Grootkruis in de Orde van Sint-Olaf op 13 januari 1948 (voor verdienste voor Noorwegen)
- Grootkruis in de Orde van de Dannebrog
- Navy Distinguished Service Medal
- 1914-15 Ster
- Britse Oorlogsmedaille
- 1939-1945 Star
- Atlantic Star
- Pacific Star
- War Medal 1939-1945
- Overwinningsmedaille